# 싸이오요소
싸이오요소(Thiourea) 또는 티오요소는 유기 황화합물의 일종으로, 화학식은 SC(NH
2)
2, 구조식은 H
2N−C(=S)−NH
2이다. 요소(CO(NH
2)
2)와 구조적으로 매우 흡사하지만 요소에서 산소(O)가 들어갈 자리를 황(S)이 대신한다. 그러나 요소와의 화학적 성질은 현저히 다른 모습을 보인다. 싸이오요소는 유기 합성의 시약으로 사용된다.